# Masirda al-Fuwaka
Masirda al-Fuwaka (arab. مسيردة الفواقة; fr. MSirda Fouaga)  – jedna z 53 gmin w prowincji Tilimsan, w Algierii, znajdująca się w północno-zachodniej części prowincji, około 70 km na północny zachód od Tilimsan. Leży nad morzem śródziemnym i graniczy z Marokiem. W 2008 roku gminę zamieszkiwało 5693 osób. Numer statystyczny gminy w Office National des Statistiques d'Algérie to 1330.